# De spray-historie
De spray-historie is het 42e stripverhaal van De Kiekeboes. De reeks wordt getekend door striptekenaar Merho. Het album verscheen in 1988.

## Verhaal
Fanny komt een zwendel van hormonenpreparaten bij bodybuilders op het spoor. Marcel Kiekeboe is ondertussen behandeld met een hormonenspray en die behandeling heeft een heel eigenaardig effect: hij wordt extreem gespierd. Doorheen de strip verschijnen heel wat reclamespots, tot ook die uit de hand lopen.

## Achtergrond
De reclameonderbrekingen werden getekend door Claus Scholz.